# E-Prix di Berlino 2023
L'E-Prix di Berlino 2023 è stato il settimo e ottavo appuntamento del Campionato mondiale di Formula E 2022-2023, che si è tenuto al Circuito dell'aeroporto di Berlino-Tempelhof il 22 e 23 aprile 2023.

## Gara 1

### Qualifiche
| Gruppo A | Gruppo A | Gruppo A               | Gruppo A                 | Gruppo A  |
| Pos.     | No.      | Pilota                 | Squadra                  | Qualifica |
| -------- | -------- | ---------------------- | ------------------------ | --------- |
| 1        | 1        | Stoffel Vandoorne      | DS Penske                | 1:05.978  |
| 2        | 16       | Sébastien Buemi        | Envision Racing          | 1:06.086  |
| 3        | 37       | Nick Cassidy           | Envision Racing          | 1:06.156  |
| 4        | 3        | Sérgio Sette Câmara    | NIO Formula E Team       | 1:06.204  |
| 5        | 9        | Mitch Evans            | Jaguar Racing            | 1:06.265  |
| 6        | 48       | Edoardo Mortara        | Maserati MSG Racing      | 1:06.354  |
| 7        | 36       | André Lotterer         | Avalanche Andretti       | 1:06.415  |
| 8        | 94       | Pascal Wehrlein        | Porsche Formula E Team   | 1:06.493  |
| 9        | 51       | Nico Müller            | ABT Cupra Formula E Team | 1:06.496  |
| 10       | 13       | António Félix da Costa | Porsche Formula E Team   | 1:06.498  |
| 11       | 8        | Oliver Rowland         | Mahindra Racing          | 1:07.104  |

| Gruppo B | Gruppo B | Gruppo B           | Gruppo B                 | Gruppo B  |
| Pos.     | No.      | Pilota             | Squadra                  | Qualifica |
| -------- | -------- | ------------------ | ------------------------ | --------- |
| 1        | 10       | Sam Bird           | Jaguar TCS Racing        | 1:05.975  |
| 2        | 7        | Maximilian Günther | Maserati MSG Racing      | 1:06.055  |
| 3        | 33       | Dan Ticktum        | NIO Formula E Team       | 1:06.145  |
| 4        | 27       | Jake Dennis        | Avalanche Andretti       | 1:06.171  |
| 5        | 25       | Jean-Éric Vergne   | DS Penske                | 1:06.193  |
| 6        | 5        | Jake Hughes        | McLaren                  | 1:06.309  |
| 7        | 58       | René Rast          | McLaren                  | 1:06.418  |
| 8        | 17       | Norman Nato        | Nissan-e.dams            | 1:06.518  |
| 9        | 23       | Sacha Fenestraz    | Nissan-e.dams            | 1:06.571  |
| 10       | 11       | Lucas di Grassi    | Mahindra Racing          | 1:06.574  |
| 11       | 4        | Robin Frijns       | ABT Cupra Formula E Team | 1:06.775  |

|  | Quarti di finale | Quarti di finale | Quarti di finale |     |          | Semifinale | Semifinale | Semifinale |  |  | Finale | Finale | Finale |  |
|  |                  |                  |                  |     |          |            |            |            |  |  |        |        |        |  |
|  | CAS              | CAS              | 1:05.679         |     |          |            |            |            |  |  |        |        |        |  |
|  | CAS              | CAS              | 1:05.679         |     |          |            |            |            |  |  |        |        |        |  |
|  | BUE              | BUE              | 1:05.601         |     |          |            |            |            |  |  |        |        |        |  |
|  | BUE              | BUE              | 1:05.601         |     | BUE      | BUE        | 1:05.414   |            |  |  |        |        |        |  |
|  |                  |                  |                  |     | BUE      | BUE        | 1:05.414   |            |  |  |        |        |        |  |
|  |                  |                  | VAN              | VAN | 1:05.524 |            |            |            |  |  |        |        |        |  |
|  | CAM              | CAM              | VAN              | VAN | 1:05.524 | 1:05.761   |            |            |  |  |        |        |        |  |
|  | CAM              | CAM              |                  |     |          |            |            |            |  |  |        |        |        |  |
|  | VAN              | VAN              | 1:05.393         |     |          |            |            |            |  |  |        |        |        |  |
|  | VAN              | VAN              | 1:05.393         |     | BUE      | BUE        | 1:05.605   |            |  |  |        |        |        |  |
|  |                  |                  |                  |     |          |            |            |            |  |  |        |        |        |  |
|  |                  |                  | BIR              | BIR | 1:05.742 |            |            |            |  |  |        |        |        |  |
|  | TIC              | TIC              | BIR              | BIR | 1:05.742 | 1:05.592   |            |            |  |  |        |        |        |  |
|  | TIC              | TIC              |                  |     |          |            |            |            |  |  |        |        |        |  |
|  | GUN              | GUN              | 1:05.878         |     |          |            |            |            |  |  |        |        |        |  |
|  | GUN              | GUN              | 1:05.878         |     | TIC      | TIC        | 1:05.670   |            |  |  |        |        |        |  |
|  |                  |                  |                  |     | TIC      | TIC        | 1:05.670   |            |  |  |        |        |        |  |
|  |                  |                  | BIR              | BIR | 1:05.535 |            |            |            |  |  |        |        |        |  |
|  | BIR              | BIR              | BIR              | BIR | 1:05.535 | 1:05.595   |            |            |  |  |        |        |        |  |
|  | BIR              | BIR              |                  |     |          |            |            |            |  |  |        |        |        |  |
|  | DEN              | DEN              | 1:05.656         |     |          |            |            |            |  |  |        |        |        |  |

| Risultati qualifica | Risultati qualifica | Risultati qualifica    | Risultati qualifica      | Risultati qualifica | Risultati qualifica | Risultati qualifica | Risultati qualifica | Risultati qualifica |
| Pos.                | No.                 | Pilota                 | Squadra                  | Gruppi              | Quarti              | Semifinali          | Finale              | Griglia             |
| ------------------- | ------------------- | ---------------------- | ------------------------ | ------------------- | ------------------- | ------------------- | ------------------- | ------------------- |
| 1                   | 16                  | Sébastien Buemi        | Envision Racing          | 1:06.806            | 1:05.601            | 1:05.414            | 1:05.605            | 1                   |
| 2                   | 10                  | Sam Bird               | Jaguar TCS Racing        | 1:05.975            | 1:05.595            | 1:05.535            | 1:05.742            | 2                   |
| 3                   | 1                   | Stoffel Vandoorne      | DS Penske                | 1:05.978            | 1:05.393            | 1:05.624            |                     | 3                   |
| 4                   | 33                  | Dan Ticktum            | NIO 333 Racing           | 1:06.145            | 1:05.592            | 1:05.670            |                     | 4                   |
| 5                   | 27                  | Jake Dennis            | Avalanche Andretti       | 1:06.171            | 1:05.656            |                     |                     | 5                   |
| 6                   | 37                  | Nick Cassidy           | Envision Racing          | 1:06.156            | 1:05.679            |                     |                     | 6                   |
| 7                   | 7                   | Sérgio Sette Câmara    | NIO 333 Racing           | 1:06.204            | 1:05.761            |                     |                     | 7                   |
| 8                   | 22                  | Maximilian Günther     | Maserati MSG Racing      | 1:06.055            | 1:05.878            |                     |                     | 8                   |
| 9                   | 9                   | Mitch Evans            | Jaguar TCS Racing        | 1:06.265            |                     |                     |                     | 9                   |
| 10                  | 25                  | Jean-Éric Vergne       | DS Penske                | 1:06.193            |                     |                     |                     | 10                  |
| 11                  | 48                  | Edoardo Mortara        | Maserati MSG Racing      | 1:06.354            |                     |                     |                     | 11                  |
| 12                  | 5                   | Jake Hughes            | McLaren                  | 1:06.309            |                     |                     |                     | 12                  |
| 13                  | 36                  | André Lotterer         | Andretti Autosport       | 1:06.415            |                     |                     |                     | 13                  |
| 14                  | 58                  | René Rast              | McLaren                  | 1:06.418            |                     |                     |                     | 14                  |
| 15                  | 94                  | Pascal Wehrlein        | Porsche Formula E Team   | 1:06.493            |                     |                     |                     | 15                  |
| 16                  | 17                  | Norman Nato            | Nissan-e.dams            | 1:06.518            |                     |                     |                     | 16                  |
| 17                  | 51                  | Nico Müller            | ABT Cupra Formula E Team | 1:06.496            |                     |                     |                     | 17                  |
| 18                  | 23                  | Sacha Fenestraz        | Nissan-e.dams            | 1:06.571            |                     |                     |                     | 18                  |
| 19                  | 13                  | António Félix da Costa | Porsche Formula E Team   | 1:06.496            |                     |                     |                     | 19                  |
| 20                  | 11                  | Lucas Di Grassi        | Mahindra Racing          | 1:06.574            |                     |                     |                     | 20                  |
| 21                  | 30                  | Oliver Rowland         | Mahindra Racing          | 1:07.104            |                     |                     |                     | 21                  |
| 22                  | 4                   | Robin Frijns           | ABT Cupra Formula E Team | 1:06.775            |                     |                     |                     | 22                  |

### Gara
| Pos. | No. | Pilota                 | Squadra                  | Giri | Tempo/Ritiro | Griglia | Punti |
| ---- | --- | ---------------------- | ------------------------ | ---- | ------------ | ------- | ----- |
| 1    | 9   | Mitch Evans            | Jaguar TCS Racing        | 43   | 55:10.391    | 9       | 25    |
| 2    | 10  | Sam Bird               | Jaguar TCS Racing        | 43   | +1.850       | 2       | 18    |
| 3    | 7   | Maximilian Günther     | Maserati MSG Racing      | 43   | +2.738       | 8       | 15    |
| 4    | 16  | Sébastien Buemi        | Envision Racing          | 43   | +2.849       | 1       | 12+3  |
| 5    | 37  | Nick Cassidy           | Envision Racing          | 43   | +4.787       | 6       | 10    |
| 6    | 94  | Pascal Wehrlein        | Porsche Formula E Team   | 43   | +9.111       | 15      | 8     |
| 7    | 25  | Jean-Éric Vergne       | DS Penske                | 43   | +9.191       | 10      | 6     |
| 8    | 36  | André Lotterer         | Avalanche Andretti       | 43   | +9.504       | 13      | 4     |
| 9    | 48  | Edoardo Mortara        | Maserati MSG Racing      | 43   | +10.159      | 11      | 2     |
| 10   | 8   | Oliver Rowland         | Mahindra Racing          | 43   | +10.308      | 21      | 1     |
| 11   | 11  | Lucas Di Grassi        | Mahindra Racing          | 43   | +19.449      | 20      |       |
| 12   | 23  | Sacha Fenestraz        | Nissan-e.dams            | 43   | +21.549      | 18      |       |
| 13   | 17  | Norman Nato            | Nissan-e.dams            | 43   | +24.561      | 16      |       |
| 14   | 4   | Robin Frijns           | ABT Cupra Formula E Team | 43   | +25.627      | 22      |       |
| 15   | 51  | Nico Müller            | ABT Cupra Formula E Team | 43   | +27.580      | 17      |       |
| 16   | 3   | Sérgio Sette Câmara    | NIO 333 Racing           | 43   | +38.847      | 7       |       |
| 17   | 58  | René Rast              | McLaren                  | 42   | +1 giro      | 14      |       |
| 18   | 27  | Jake Dennis            | Avalanche Andretti       | 38   | +5 giri      | 5       |       |
| Rit  | 13  | António Félix da Costa | Porsche Formula E Team   | 30   |              | 19      |       |
| Rit  | 33  | Dan Ticktum            | NIO 333 Racing           | 19   |              | 4       |       |
| Rit  | 1   | Stoffel Vandoorne      | DS Penske                | 19   |              | 3       |       |
| Rit  | 5   | Jake Hughes            | McLaren                  | 19   |              | 12      |       |

## Gara 2

### Qualifiche
| Gruppo A | Gruppo A | Gruppo A               | Gruppo A                 | Gruppo A  |
| Pos.     | No.      | Pilota                 | Squadra                  | Qualifica |
| -------- | -------- | ---------------------- | ------------------------ | --------- |
| 1        | 25       | Jean-Éric Vergne       | DS Penske                | 1:19:047  |
| 2        | 94       | Pascal Wehrlein        | Porsche Formula E Team   | 1:19.073  |
| 3        | 51       | Nico Müller            | ABT Cupra Formula E Team | 1:19.092  |
| 4        | 27       | Jake Dennis            | Andretti Autosport       | 1:19.264  |
| 5        | 13       | António Félix da Costa | Porsche Formula E Team   | 1:19.297  |
| 6        | 8        | Oliver Rowland         | Mahindra Racing          | 1:19.459  |
| 7        | 11       | Lucas Di Grassi        | Mahindra Racing          | 1:19.600  |
| 8        | 36       | André Lotterer         | Avalanche Andretti       | 1:19.741  |
| 9        | 58       | René Rast              | McLaren                  | 1:20.848  |
| 10       | 23       | Sacha Fenestraz        | Nissan-e.dams            | 1:21.059  |
| 11       | 17       | Norman Nato            | Nissan-e.dams            | 1:21.272  |

| Gruppo B | Gruppo B | Gruppo B            | Gruppo B                 | Gruppo B  |
| Pos.     | No.      | Pilota              | Squadra                  | Qualifica |
| -------- | -------- | ------------------- | ------------------------ | --------- |
| 1        | 16       | Sébastien Buemi     | Envision Racing          | 1:18.282  |
| 2        | 4        | Robin Frijns        | ABT Cupra Formula E Team | 1:18.447  |
| 3        | 9        | Mitch Evans         | Jaguar TCS Racing        | 1:18.528  |
| 4        | 37       | Nick Cassidy        | Envision Racing          | 1:18.650  |
| 5        | 1        | Stoffel Vandoorne   | DS Penske                | 1:18.974  |
| 6        | 10       | Sam Bird            | Jaguar TCS Racing        | 1:19.010  |
| 7        | 33       | Dan Ticktum         | NIO 333 Racing           | 1:19.232  |
| 8        | 5        | Jake Hughes         | McLaren                  | 1:19.257  |
| 9        | 48       | Edoardo Mortara     | Maserati MSG Racing      | 1:19.422  |
| 10       | 7        | Sérgio Sette Câmara | NIO 333 Racing           | 1:19.441  |
| 11       | 7        | Maximilian Günther  | Maserati MSG Racing      | 1:19.961  |

|  | Quarti di finale | Quarti di finale | Quarti di finale |     |          | Semifinale | Semifinale | Semifinale |  |  | Finale | Finale | Finale |  |
|  |                  |                  |                  |     |          |            |            |            |  |  |        |        |        |  |
|  | MUL              | MUL              | 1:18.493         |     |          |            |            |            |  |  |        |        |        |  |
|  | MUL              | MUL              | 1:18.493         |     |          |            |            |            |  |  |        |        |        |  |
|  | WEH              | WEH              | 1:18.805         |     |          |            |            |            |  |  |        |        |        |  |
|  | WEH              | WEH              | 1:18.805         |     | MUL      | MUL        | 1:19.177   |            |  |  |        |        |        |  |
|  |                  |                  |                  |     | MUL      | MUL        | 1:19.177   |            |  |  |        |        |        |  |
|  |                  |                  | VER              | VER | 1:19.237 |            |            |            |  |  |        |        |        |  |
|  | VER              | VER              | VER              | VER | 1:19.237 | 1:19.298   |            |            |  |  |        |        |        |  |
|  | VER              | VER              |                  |     |          |            |            |            |  |  |        |        |        |  |
|  | DEN              | DEN              | 1:19.727         |     |          |            |            |            |  |  |        |        |        |  |
|  | DEN              | DEN              | 1:19.727         |     | MUL      | MUL        | 1:19.380   |            |  |  |        |        |        |  |
|  |                  |                  |                  |     |          |            |            |            |  |  |        |        |        |  |
|  |                  |                  | FRI              | FRI | 1:18.748 |            |            |            |  |  |        |        |        |  |
|  | FRI              | FRI              | FRI              | FRI | 1:18.748 | 1:18.423   |            |            |  |  |        |        |        |  |
|  | FRI              | FRI              |                  |     |          |            |            |            |  |  |        |        |        |  |
|  | EVA              | EVA              | 1:18.492         |     |          |            |            |            |  |  |        |        |        |  |
|  | EVA              | EVA              | 1:18.492         |     | FRI      | FRI        | 1:18.743   |            |  |  |        |        |        |  |
|  |                  |                  |                  |     | FRI      | FRI        | 1:18.743   |            |  |  |        |        |        |  |
|  |                  |                  | BUE              | BUE | 1:19.071 |            |            |            |  |  |        |        |        |  |
|  | BUE              | BUE              | BUE              | BUE | 1:19.071 | 1:18.813   |            |            |  |  |        |        |        |  |
|  | BUE              | BUE              |                  |     |          |            |            |            |  |  |        |        |        |  |
|  | CAS              | CAS              | Senza tempo      |     |          |            |            |            |  |  |        |        |        |  |

| Risultati qualifica | Risultati qualifica | Risultati qualifica    | Risultati qualifica      | Risultati qualifica | Risultati qualifica | Risultati qualifica | Risultati qualifica | Risultati qualifica |
| Pos.                | No.                 | Pilota                 | Squadra                  | Gruppi              | Quarti              | Semifinali          | Finale              | Griglia             |
| ------------------- | ------------------- | ---------------------- | ------------------------ | ------------------- | ------------------- | ------------------- | ------------------- | ------------------- |
| 1                   | 4                   | Robin Frijns           | ABT Cupra Formula E Team | 1:18.447            | 1:18.423            | 1:18.743            | 1:18.748            | 1                   |
| 2                   | 51                  | Nico Müller            | ABT Cupra Formula E Team | 1:19.092            | 1:18.493            | 1:19.177            | 1:19.380            | 2                   |
| 3                   | 16                  | Sébastien Buemi        | Envision Racing          | 1:18.282            | 1:18.813            | 1:19.071            |                     | 3                   |
| 4                   | 25                  | Jean-Éric Vergne       | DS Penske                | 1:19.047            | 1:19.298            | 1:19.237            |                     | 4                   |
| 5                   | 9                   | Mitch Evans            | Jaguar TCS Racing        | 1:18.528            | 1:18.492            |                     |                     | 5                   |
| 6                   | 94                  | Pascal Wehrlein        | Porsche Formula E Team   | 1:19.073            | 1:18.805            |                     |                     | 6                   |
| 7                   | 27                  | Jake Dennis            | Avalanche Andretti       | 1:19.264            | 1:19.727            |                     |                     | 7                   |
| 8                   | 37                  | Nick Cassidy           | Envision Racing          | 1:18.650            | senza tempo         |                     |                     | 8                   |
| 9                   | 1                   | Stoffel Vandoorne      | DS Penske                | 1:18.974            |                     |                     |                     | 9                   |
| 10                  | 13                  | António Félix da Costa | Porsche Formula E Team   | 1:19.297            |                     |                     |                     | 10                  |
| 11                  | 10                  | Sam Bird               | Jaguar TCS Racing        | 1:19.010            |                     |                     |                     | 11                  |
| 12                  | 30                  | Oliver Rowland         | Mahindra Racing          | 1:19.459            |                     |                     |                     | 12                  |
| 13                  | 33                  | Dan Ticktum            | NIO Formula E Team       | 1:19.232            |                     |                     |                     | 18                  |
| 14                  | 11                  | Lucas di Grassi        | Mahindra Racing          | 1:19.600            |                     |                     |                     | 13                  |
| 15                  | 5                   | Jake Hughes            | McLaren                  | 1:19:257            |                     |                     |                     | 14                  |
| 16                  | 36                  | André Lotterer         | Avalanche Andretti       | 1:19.741            |                     |                     |                     | 15                  |
| 17                  | 48                  | Edoardo Mortara        | Maserati MSG Racing      | 1:19.422            |                     |                     |                     | 16                  |
| 18                  | 58                  | René Rast              | McLaren                  | 1:20.848            |                     |                     |                     | 17                  |
| 19                  | 3                   | Sérgio Sette Câmara    | NIO Formula E Team       | 1:19.441            |                     |                     |                     | 19                  |
| 20                  | 23                  | Sacha Fenestraz        | Nissan-e.dams            | 1:21.059            |                     |                     |                     | 20                  |
| 21                  | 7                   | Maximilian Günther     | Maserati MSG Racing      | 1:19.961            |                     |                     |                     | 21                  |
| 22                  | 17                  | Norman Nato            | Nissan-e.dams            | 1:21.272            |                     |                     |                     | 22                  |

### Gara
| Pos. | No. | Pilota                 | Squadra                  | Giri | Tempo/Ritiro | Griglia | Punti |
| ---- | --- | ---------------------- | ------------------------ | ---- | ------------ | ------- | ----- |
| 1    | 37  | Nick Cassidy           | Envision Racing          | 40   | 46:34.509'   | 8       | 25    |
| 2    | 27  | Jake Dennis            | Avalanche Andretti       | 40   | +0.442       | 7       | 18    |
| 3    | 25  | Jean-Éric Vergne       | DS Penske                | 40   | +1.292       | 4       | 15    |
| 4    | 9   | Mitch Evans            | Jaguar TCS Racing        | 40   | +1.769       | 5       | 12    |
| 5    | 13  | António Félix da Costa | Porsche Formula E Team   | 40   | +2.460       | 10      | 10    |
| 6    | 7   | Maximilian Günther     | Maserati MSG Racing      | 40   | +2.981       | 8+1     | 21    |
| 7    | 94  | Pascal Wehrlein        | Porsche Formula E Team   | 40   | +3.545       | 6       | 6     |
| 8    | 1   | Stoffel Vandoorne      | DS Penske                | 40   | +4.581       | 9       | 4     |
| 9    | 51  | Nico Müller            | ABT Cupra Formula E Team | 40   | +6.612       | 2       | 2     |
| 10   | 33  | Dan Ticktum            | NIO Formula E Team       | 40   | +7.822       | 18      | 1     |
| 11   | 23  | Sacha Fenestraz        | Nissan-e.dams            | 40   | +9.461       | 20      |       |
| 12   | 11  | Lucas di Grassi        | Mahindra Racing          | 40   | +9.462       | 12      |       |
| 13   | 58  | René Rast              | McLaren                  | 40   | +9.678       | 17      |       |
| 14   | 8   | Oliver Rowland         | Mahindra Racing          | 40   | +11.780      | 13      |       |
| 15   | 3   | Sérgio Sette Câmara    | NIO Formula E Team       | 40   | +13.687      | 19      |       |
| 16   | 17  | Norman Nato            | Nissan-e.dams            | 40   | +13.749      | 22      |       |
| 17   | 4   | Robin Frijns           | ABT Cupra Formula E Team | 40   | +22.937      | 1       |       |
| 18   | 5   | Jake Hughes            | McLaren                  | 40   | +29.580      | 14      |       |
| 19   | 10  | Sam Bird               | Jaguar TCS Racing        | 40   | +34.381      | 11      |       |
| 20   | 16  | Sébastien Buemi        | Envision Racing          | 40   | +1:03.532    | 3       |       |
| 21   | 36  | André Lotterer         | Avalanche Andretti       | 40   | +1:04.102    | 15      |       |
| Rit  | 48  | Edoardo Mortara        | Maserati MSG Racing      | 40   | sospensione  | 16      |       |

## Classifiche
La classifica dopo la gara:
Classifica piloti
| +/- | Pos | Pilota           | Punti |
| --- | --- | ---------------- | ----- |
|     | 1   | Pascal Wehrlein  | 100   |
|     | 2   | Nick Cassidy     | 96    |
|     | 3   | Jean-Éric Vergne | 81    |
| 1   | 4   | Jake Dennis      | 80    |
| 1   | 5   | Mitch Evans      | 76    |

Classifica squadre
| +/- | Pos | Squadra          | Punti |
| --- | --- | ---------------- | ----- |
|     | 1   | Porsche          | 168   |
|     | 2   | Envision-Jaguar  | 153   |
|     | 3   | Jaguar           | 138   |
|     | 4   | DS Penske        | 107   |
|     | 5   | Andretti-Porsche | 103   |